# Experimental Advanced Superconducting Tokamak

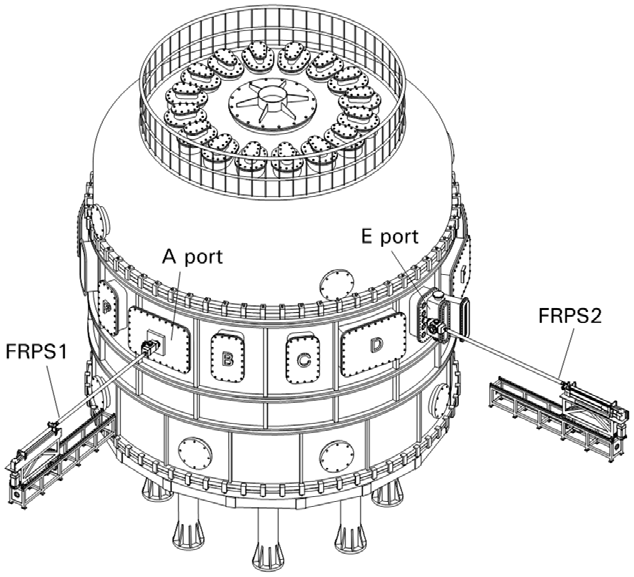
Abbozzo tecnico di EAST

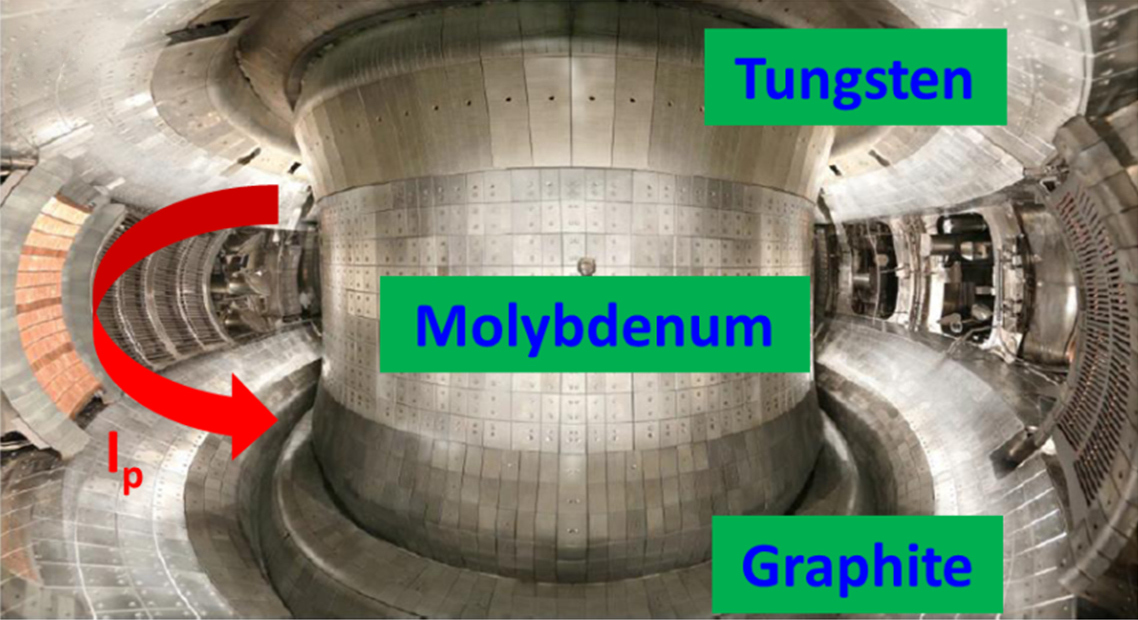
L'interno di EAST

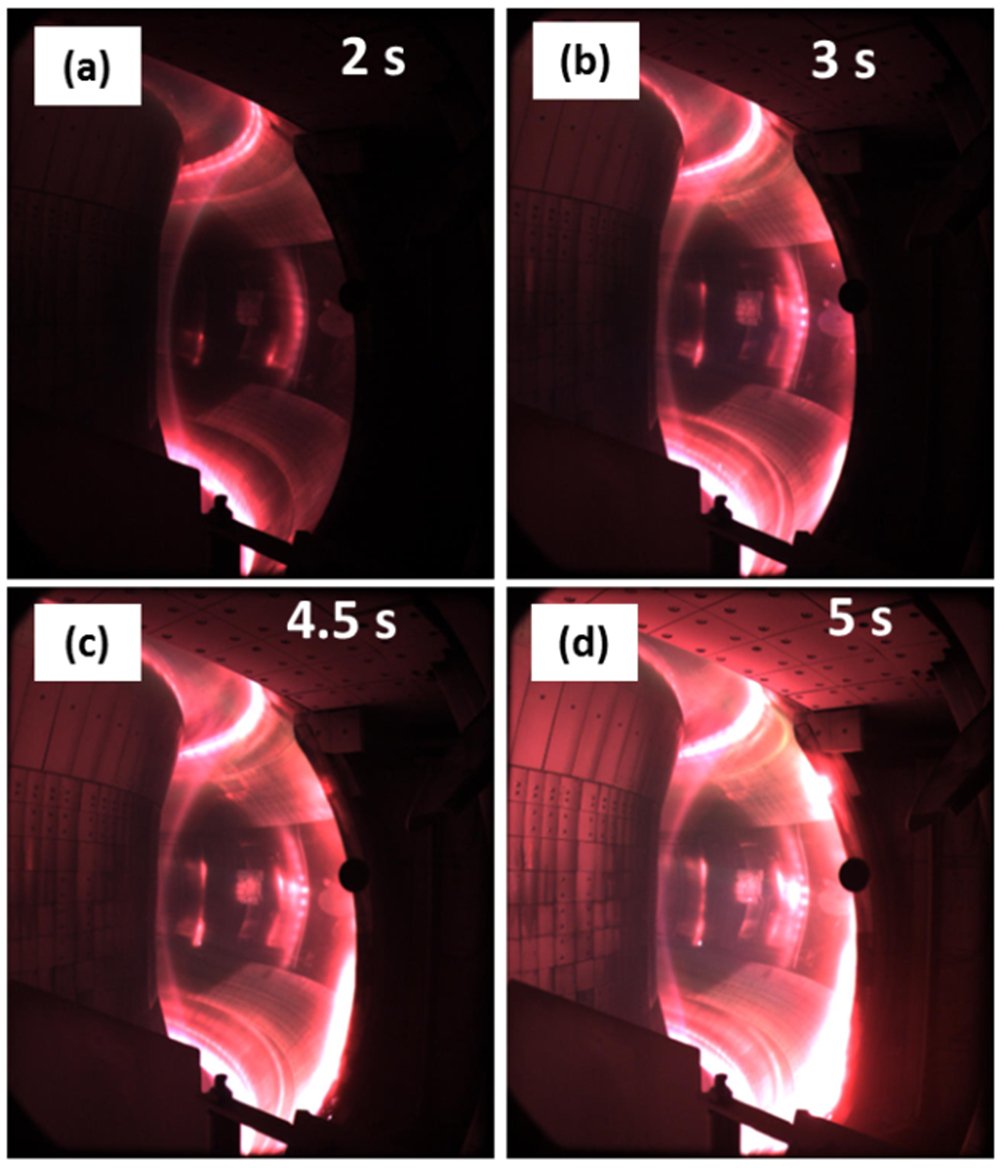
Plasma all'interno di EAST

L'Experimental Advanced Superconducting Tokamak (abbreviato EAST e in chinese 先进实验超导托卡马克实验装置), designato internamente come HT-7U (Hefei Tokamak 7 Upgrade), è un reattore sperimentale di fusione magnetica di tipo tokamak situato a Hefei, in Cina. L'Hefei Institutes of Physical Science sta conducendo questo esperimento per l'Accademia Cinese delle Scienze che è in funzione dal 2006.
È il primo tokamak ad utilizzare magneti superconduttori toroidali e poloidali. Il suo obiettivo, cioè di raggiungere impulsi di plasma della durata di 1.000 secondi, è stato raggiunto nel dicembre 2021.

## Storia
EAST è il successore del primo tokamak superconduttore cinese, soprannominato HT-7, costruito dall'Istituto di fisica del plasma in collaborazione con la Russia all'inizio degli anni '90. Il progetto è stato proposto nel 1996 e approvato nel 1998. La sua costruzione è stata completata nel marzo 2006 e il 28 settembre 2006 è stato ottenuto il "primo plasma".
Secondo i rapporti ufficiali, il budget del progetto è di 300 milioni di CNY (circa 37 milioni di dollari), equivalente ad una frazione compresa tra 1/15 e 1/20 del costo di un reattore con simili caratteristiche costruito in altri paesi.

### Cronologia

#### Fase I
- Il 28 settembre 2006 è stato ottenuto il primo plasma: il primo test è durato quasi tre secondi e ha generato una corrente elettrica di 200 kiloampere.[2]
- Prima di gennaio 2007 "il reattore ha creato un plasma della durata di quasi cinque secondi e ha generando una corrente elettrica di 500 kiloampere".[4]
- Il 7 novembre 2010, EAST ha ottenuto il suo primo plasma H-mode.
- Nel maggio 2011, EAST è diventato il primo tokamak a sostenere con successo il plasma H-Mode per oltre 30 secondi a circa 50 milioni di Kelvin.

#### Fase II
- Il 29 novembre 2011 si è svolto il taglio del nastro cerimoniale del progetto del sistema di riscaldamento ausiliario di EAST, e si è ufficialmente entrati nella “Fase-II”.
- Il 19 maggio 2014, dopo quasi 20 mesi di interruzione dell'aggiornamento da settembre 2012, EAST era pronto per il primo round di esperimenti nel 2014.
- A maggio 2015, EAST riportava correnti di 1 megampere e modalità H per 6,4 secondi.[5]
- A febbraio 2016, un impulso di plasma è stato mantenuto per un record di 102 secondi a circa 50 milioni di °C.[6] Corrente plasmatica di 400 kA e densità di circa 2,4 x 10 19 /m 3 con temperatura in lento aumento.[6]
- Il 2 novembre 2016, EAST è diventato il primo tokamak a sostenere con successo il plasma H-Mode per oltre un minuto a circa 50 milioni di °C.[7]
- Il 3 luglio 2017, EAST è diventato il primo tokamak a sostenere con successo il plasma H-Mode per oltre 100 secondi a circa 50 milioni di °C.[8]
- Il 12 novembre 2018, EAST ha raggiunto il traguardo di 100 milioni di °C di temperatura degli elettroni.[9]
- A maggio 2021, EAST ha raggiunto il traguardo di 120 milioni di °C di temperatura degli elettroni per 101 secondi.[10]
- Il 30 dicembre 2021 è stato mantenuto un impulso di plasma per 1056 secondi, che ha creato ancora una volta un nuovo record mondiale per il funzionamento del dispositivo sperimentale Tokamak.[11]
- Il 20 gennaio 2025 è stato mantenuto un impulso di plasma per 1066 secondi.[12]

## Obiettivi
La Cina è membro del consorzio ITER e EAST è un banco di prova per le tecnologie ITER.
EAST è stato progettato per testare:
- il campo poloidale con magneti superconduttori al niobio-titanio
- il pilotaggio non induttivo della corrente
- impulsi fino a 102 secondi con corrente plasmatica di 0,5 MA
- il controllo delle instabilità plasmatiche attraverso diagnostica in tempo reale
- materiali per deviatori e per componenti rivolti verso il lato del plasma
- il funzionamento con β N = 2 e fattore di confinamento H 89 > 2

## Parametri del Tokamak
| Campo toroidale, B t                                         | 3,5 T                                                    |
| Corrente plasmatica, I P                                     | 1,0 MA                                                   |
| Raggio maggiore, R 0                                         | 1,85 m                                                   |
| Raggio minore, a                                             | 0,45 m                                                   |
| Aspect ratio, R / a                                          | 4.11                                                     |
| Elongazione, κ                                               | 1.6–2                                                    |
| Triangolarità, δ                                             | 0,6–0,8                                                  |
| Riscaldamento a risonanza ionica di ciclotrone (ICRH)        | 3 MW                                                     |
| Lower hybrid current drive (LHCD)                            | 4 MW                                                     |
| Riscaldamento per risonanza di ciclotrone elettronico (ECRH) | Attualmente nessuno (0,5 MW pianificati)                 |
| Iniezione a fascio neutro (NBI)                              | Attualmente nessuno (pianificato)                        |
| Durata dell'impulso                                          | 1–1000 secondi                                           |
| Configurazione                                               | Divertore double-null Pump limiter Divertore single-null |